# جويلسون
جويلسون فيرنانديز هو لاعب كرة قدم برتغالي ولد في غينيا بيساو يلعب كمهاجم في نادي سبورتينغ لشبونة.

## روابط خارجية
- جويلسون على موقع الاتحاد الأوربي (الإنجليزية)
- جويلسون على موقع اتحاد تركيا (لاعب) (الإنجليزية)
- جويلسون على موقع قاعدة بيانات كرة القدم.إي يو (الإنجليزية)
- جويلسون على موقع Soccerway.com (الإنجليزية)
- جويلسون على موقع عالم كرة القدم.نت (الإنجليزية)